# Shadows from the Walls of Death
Shadows from the Walls of Death (lit. Sombras de los Muros de la Muerte) es un libro realizado por el químico Robert C. Kedzie, en Lansing en 1874, en cien ejemplares. El volumen, del que hoy quedan cuatro ejemplares, tiene la característica de poseer un nivel de arsénico tóxico y potencialmente letal. De hecho, contiene muestras de papel pintado producido con colores a base de esta sustancia, sobre cuyos peligros el autor pretendía concienciar a la opinión pública.

## Realización
La publicación fue realizada por Robert Clark Kedzie (1823-1902), profesor de química en el Míchigan State Agricultural College (ahora Universidad Estatal de Míchigan) y miembro de la Comisión Sanitaria estatal desde la década de 1870, con el fin de concientizar a la población sobre la toxicidad del papel pintado que contiene arsénico. Si en su momento se conocía el peligro de ingerir la sustancia, se subestimaron los efectos de su presencia en el papel pintado, que estaba muy extendida: según datos de la Asociación Médica Americana, a finales del siglo XIX, el 65 % del papel tapiz de EE. UU. contenía colores hechos de arsénico, como el verde de París y el verde de Scheele. De hecho, estos colores se podían obtener a bajo costo y daban resultados de un alto nivel estético. Ya en 1839 el químico alemán Leopold Gmelin identificó una correlación entre la exposición a este tipo de papel pintado y síntomas patológicos graves, tras la publicación de cuyos estudios la demanda de colorantes a base de arsénico había disminuido sólo temporalmente; de hecho, sus consideraciones fueron cuestionadas tanto por los productores como por algunos médicos, lo que provocó un gran resurgimiento de la circulación del producto en los Estados Unidos durante los años sesenta de ese siglo. Esto llevó a la realización de diversas campañas de concientización sobre la nocividad y los efectos potencialmente letales de los tintes a base de arsénico.

## Estructura del libro

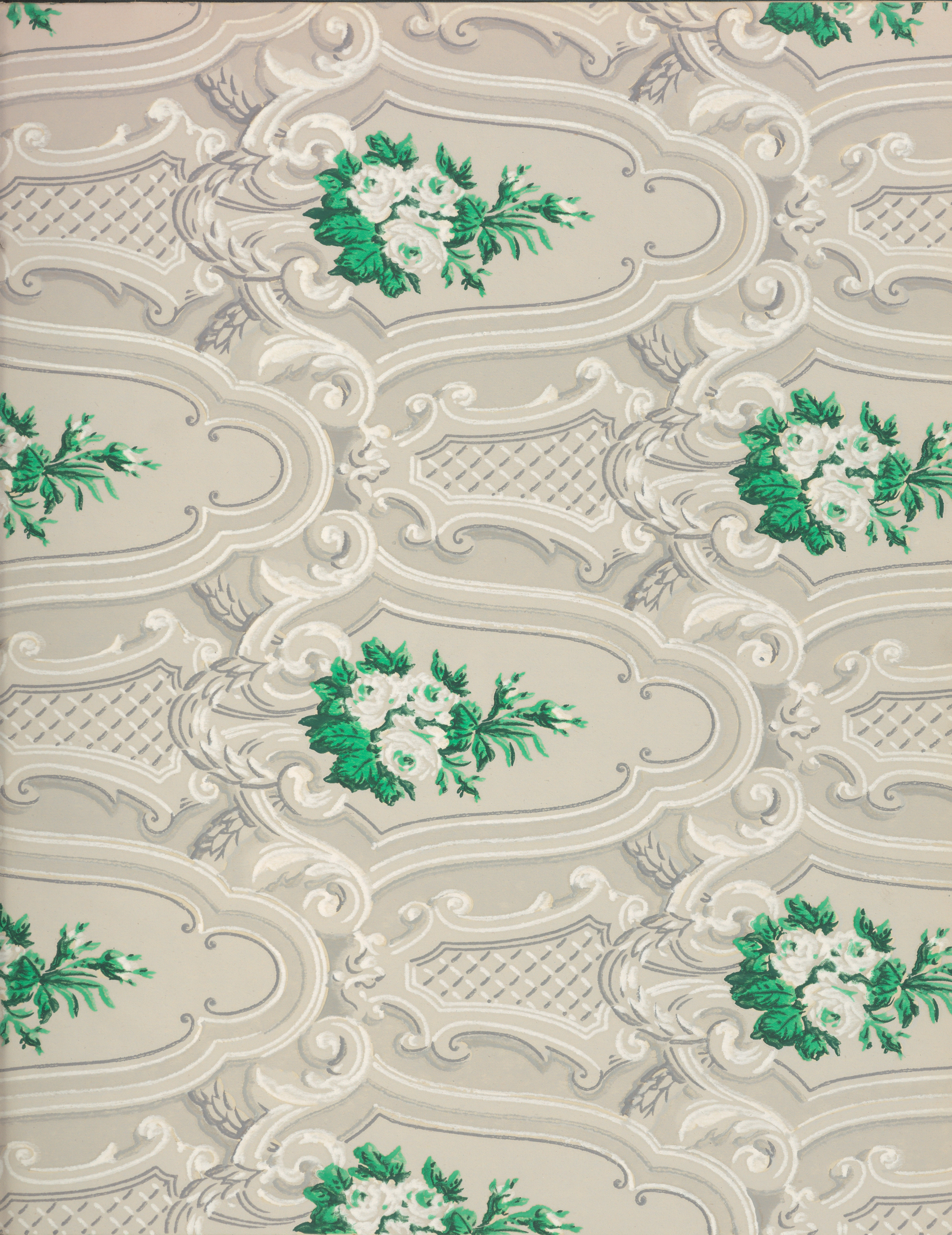
Una de las muestras de papel tapiz que aparece en el libro.

Shadows from the Walls of Death, hecho por Kedzie en cien copias, contenía 84 muestras de papel tapiz con arsénico, comprado en distribuidores en Lansing, Detroit y Jackson; además contenía un prefacio de ocho páginas del autor, una nota de la Comisión de Salud que explicaba los propósitos del libro y advertía de no dejar que los niños lo manipularan, y la portada, donde se encuentra la reproducción de un pasaje del libro de Levítico (que se refiere a la lepra):

And behold if the plague be in the walls of the house, with hollow streaks, greenish or reddish, then the priest shall go out of the house to the door of the house, and shut the house for seven days… and he shall cause the house to be scraped within round about, and they shall pour out the dust that they scrape off without the city into an unclean place.
Levitico, 14, 37-40, en Robert C. Kedzie, Shadows from the Walls of Death

Y he aquí, si la plaga está en las paredes de la casa, con estrías huecas, verdosas o rojizas, entonces el sacerdote saldrá de la casa hasta la puerta de la casa y cerrará la casa por siete días… y hará que se raspe la casa por dentro en todo su contorno, y el polvo raspado deberán verterlo fuera de la ciudad en un lugar impuro.
Traducción del capítulo 14 en Wikisource 

## Consultas
Los volúmenes se encontraban en las bibliotecas de Míchigan, donde podían ser consultados por el público durante un tiempo máximo preestablecido con guantes especiales. Esta y otras iniciativas de sensibilización lograron los efectos deseados, teniendo en cuenta que en los años siguientes se produjo una disminución significativa e irreversible en la difusión de colores a base de arsénico en papel tapiz y otros objetos cotidianos. Sin embargo, la iniciativa de Kedzie y la Comisión de Salud también fue objeto de críticas debido a la peligrosidad del volumen para los usuarios de las bibliotecas. Precisamente por eso, la mayoría de los ejemplares del libro fueron destruidos, y hoy solo quedan cuatro. Cada una de las páginas se encapsuló en una funda de plástico en 1998, y uno de ellos se encuentra en la Universidad Estatal de Míchigan, en la sección «Colecciones especiales» de la biblioteca. Los otros están ubicados en la Universidad de Míchigan, la Escuela de Medicina de la  Universidad de Harvard y la Biblioteca Nacional de Medicina. La última copia ahora está disponible gratuitamente en línea después de haber sido completamente digitalizada siguiendo procedimientos especiales de seguridad.

## Edición
- Robert C. Kedzie (1874). Shadows from the Walls of Death (en inglés). Lansing.